# Burg Kunžvart
Die Ruine der Burg Kunžvart (tschechisch Hrad Kunžvart; deutsch Kunzwarte, Burg Kuschwarda, Burg Königswart) liegt in den Ausläufern des Böhmerwaldes, auf dem Gebiet von Horní Světlé Hory (Oberlichtbuchet) 1,5 Kilometer nordwestlich des Gemeindesitzes, der Minderstadt Strážný (bis 1955 Kunžvart) im Okres Prachatice (Tschechien). Sie ist eine der höchstgelegenen Burgen des Landes.

## Geographie

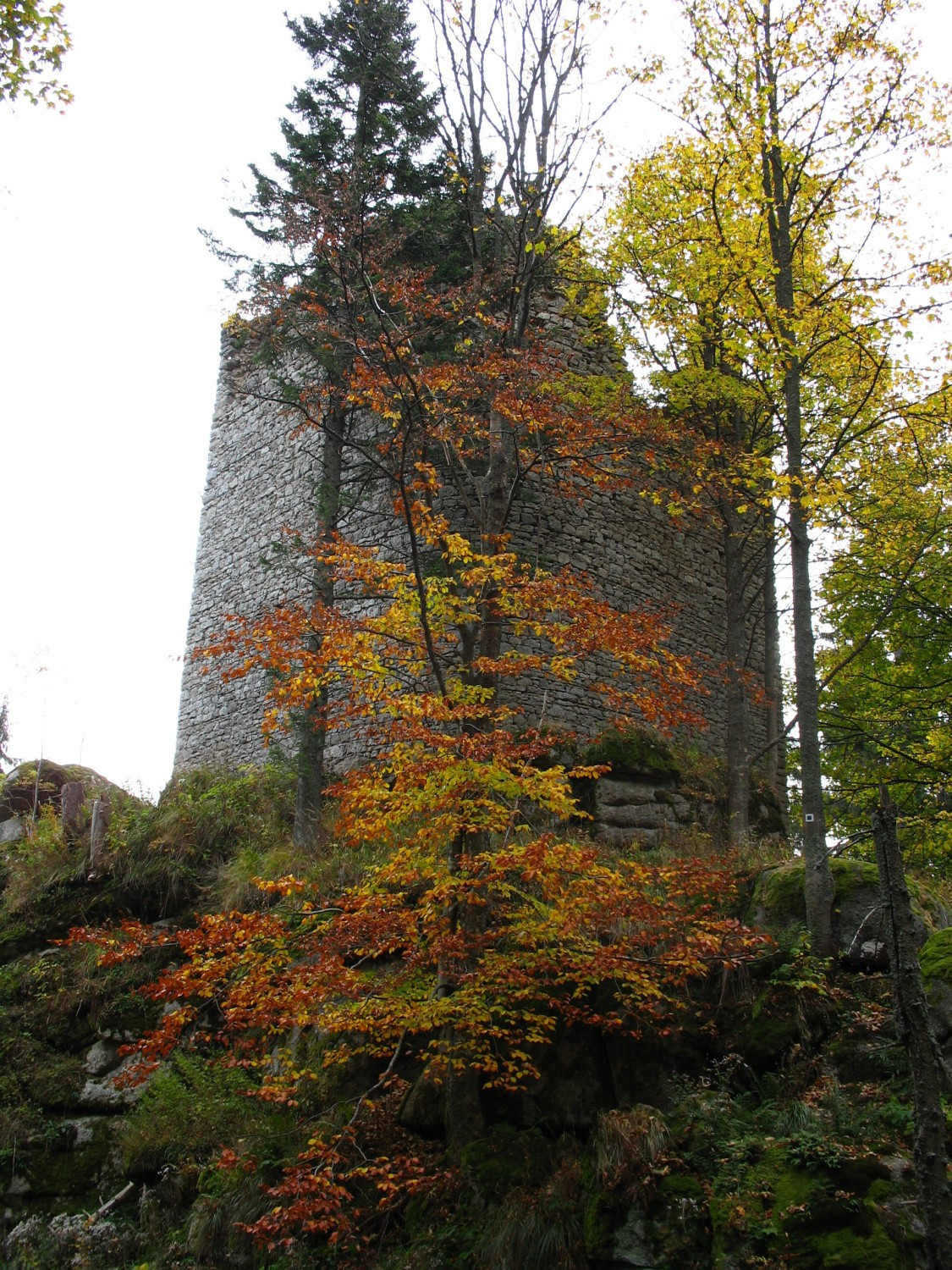
Lage und abgerundete Ecke des Turms

Die Ruine der Spornburg befindet sich auf dem Gipfel des Berges Kunžvart (1033 m), eines Nebengipfels des Strážný (1115 m, Schlösselberg).
Umliegende Ortschaften sind Polka (Elendbachl) Orlovka im Nordosten, Kořenný (Schlösselbach) und Strážný im Südosten, Dolní Silnice (Landstraßen) im Süden sowie Horní Světlé Hory (Oberlichtbuchet) im Südwesten.
Ein gelb markierter Wanderweg führt von Strážný zu den Resten der Burg. Der Höhenunterschied beträgt fast zweihundert Meter. Der nächste Bahnhof ist Lenora (Eleonorenhain) in acht Kilometer Entfernung.

## Geschichte
Die Wachtburg wurde wahrscheinlich zu Beginn des 14. Jahrhunderts auf Initiative von Johann von Luxemburg im Zusammenhang mit der Sicherung der Staatsgrenze zum Herzogtum Baiern gegründet. Urkundlich wurde sie erstmals 1359 als Castrum Kungenslen erwähnt, als König Karl IV. Pešek von Janovice und den Söhnen seines Bruders Herbart ihr Erbe bestätigte. Zum Besitz der Janovicer gehörte auch das castrum Gans (Burg Hus). Die Bedeutung der Burg Kunžvart wuchs, als Wenzel IV. ihnen erlaubte, einen Zweig des Handelswegs Goldener Steig in die Marktsiedlung Vimperk (Winterberg) zu führen und dort Zölle einzutreiben. Die Burg war der Sitz des Burggrafen und einer kleinen Gefolgschaft. Seit Mitte des 16. Jahrhunderts verfiel die Burg. Nach alten Berichten war sie 1547 nicht mehr bewohnt, und 1578 ist ein Brand bezeugt.
Im Jahr 1672 entstand im Dorf Bärenloch eine Niederlage auf dem Goldenen Steig. Es wurde 1735 nach der wüsten Burg in Kuschwarda bzw.Kunžvart umbenannt. Nach der Stationierung von Einheiten des Pohraniční stráž (PS) im Jahr 1951 erhielt Kunžvart vier Jahre später den neuen Namen Strážný. Die Minderstadt führt den Burgturm im Wappen.
Nachdem erste archäologische Funde eine frühere Nutzung des Geländes im 13. Jahrhundert belegten, wurden im August 2000 und 2001 weitere Sondierungen vorgenommen. Die Untersuchungen im Bereich des Spornbergs und im Innern des Turms förderten Reste von Keramik und Hufeisen aus dem 13.–15. Jahrhundert an die Oberfläche. Weitere Funde ließen sich der Hallstattzeit (6. Jahrhundert v. Chr.) zuordnen.

## Anlage

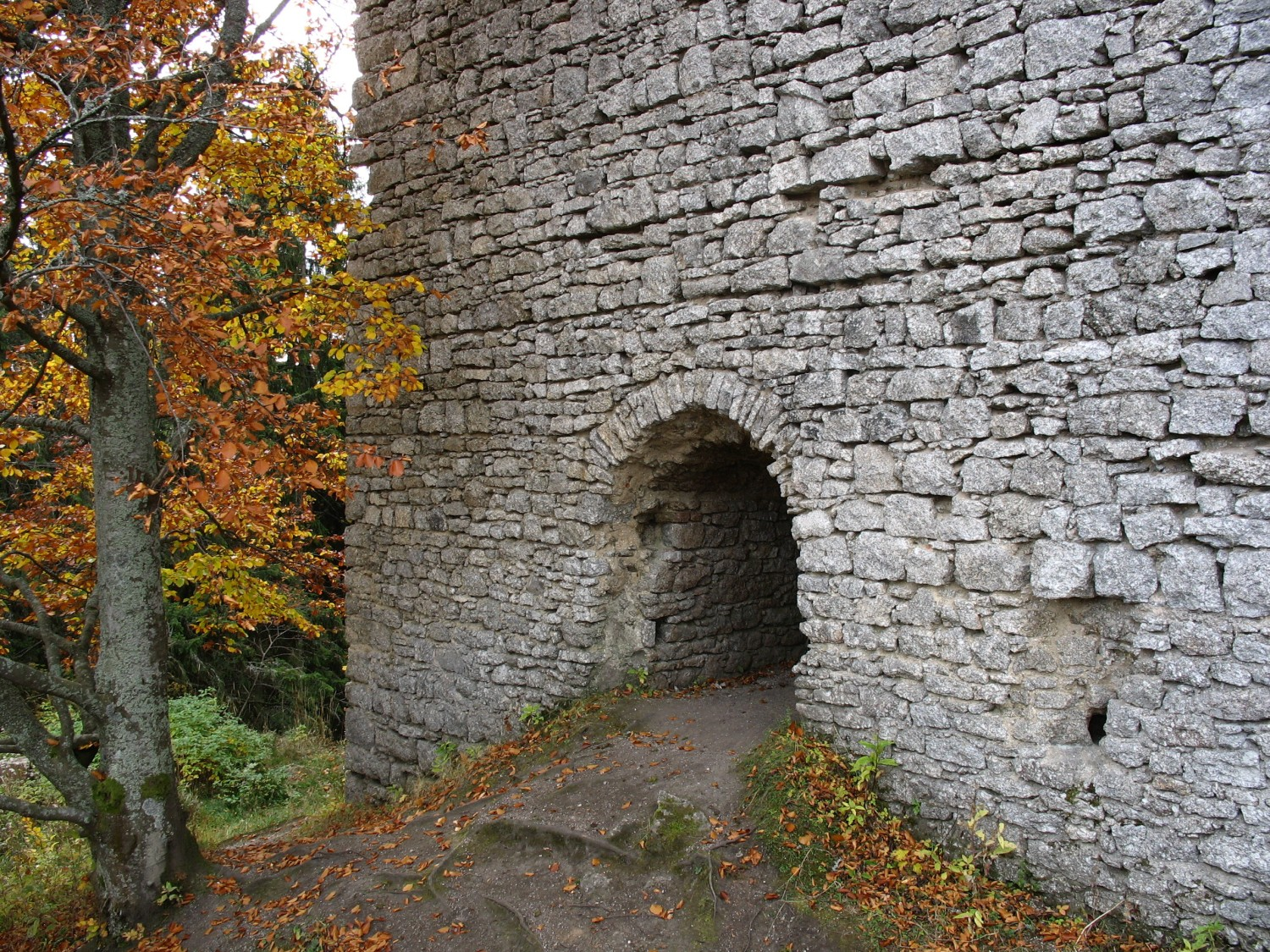
Portal des Turms

Die Weg zur Burg führte von Westen her, wo die Burg durch einen zu einem Burggraben vertieften Felsspalt geschützt war. Das einzige Steingebäude war ein gut erhaltener Wohnturm mit einer abgerundeten westlichen Ecke. Oberhalb des fast quadratischen Grundrisses mit einer Seitenlänge von 10,5 × 10,7 Meter erhoben sich drei Stockwerke. Die 15 Meter hohen Mauern des Turms haben eine Dicke von 174 bis 280 Zentimetern. In der Südostwand sind drei Schießscharten erhalten (zwei im Erdgeschoss, eine im ersten Stock), die vierte befindet sich in der Nordwand über dem Eingang. Von den drei großen quadratischen Fenstern des Wohnraums im zweiten Stock sind zwei eingestürzt. Im Erdgeschoss führt ein Portal ins Innere der Burg. Teile der Auskleidung dienten später als Eingang zum Bauernhof Nr. 5 in Kořenný. Weitere mögliche Anbauten wie auch eine Palisade waren aus Holz. Es gibt jedoch keine Überreste von diesen.
Die Ruine der Burg ist seit 3. Mai 1958 als Kulturdenkmal der Tschechischen Republik geschützt.